# Спарклайн
Спарклайн (також просторис; англ. sparkline — лінія іскри) — дуже маленька лінійна діаграма, зазвичай намальована без осей чи координат. Вона представляє загальну форму коливання (переважно у часі) певної міри, наприклад, температури, чи вартості акцій на фондовому ринку, у простому та дуже щільному вигляді. Спарклайни є достатньо малими, щоб їх можна було вбудувати у текст, або кілька спарклайнів можуть бути згрупованими в елемент більшої діаграми. В той час, як типову діаграму проектують так, аби вона відображала якомога більше даних та була відокремлена від тексту, спарклайни спроектовано бути стислими, пам'ятними, та розташованими у місці їх обговорення.

## Історія
У 1983 році Едвард Тафті формально задокументував графічний стиль під тогочасним ім'ям «інтенсивні безперервні часові ряди», заохочуючи крайню компактність візуальної інформації. У 2006 році він же запропонував термін спарклайн для «малих графіків високої чіткості, вбудованих у контекст слів, чисел, зображень». Тафті описав спарклайни як «графіки щільних даних, простого дизайну та розміром у слово».
7 травня 2008 року працівники компанії Microsoft запатентували додаток для втілення спарклайнів у програмі Microsoft Excel 2010. Цей додаток опублікували 12 листопада 2009 року, на що Тафті висловив занепокоєння щодо поверхневих тверджень та браку новизни у патенті.

## Використання
Спарклайни часто використовують усередині тексту. Наприклад:
Промисловий індекс Доу-Джонса за 7 лютого, 2006 .
Спарклайн повинен бути тієї ж висоти, що й текст навколо нього. Тафті пропонує деякі корисні принципи дизайну для налаштування розміру спарклайнів для їх максимальної читабельності.

## Подальше читання
- Історія спарклайнів, ессе Едварда Тафті (англійською)

| Статистика | Це незавершена стаття зі статистики. Ви можете допомогти проєкту, виправивши або дописавши її. |